# Madonna Kłodzka
Tronująca Maria z Dzieciątkiem Jezus znana bardziej jako Madonna Kłodzka (cz. Madonna z Kladska, niem. Glatzer Madonna) – gotycki obraz namalowany około połowy XIV stulecia przez nieznanego czeskiego malarza, najprawdopodobniej działającego na dworze króla Czech i cesarza Karola IV Luksemburskiego. Fundatorem i zleceniodawcą dzieła był Arnoszt z Pardubic, pierwszy arcybiskup Pragi, który polecił namalowanie Madonny dla kościoła kanoników regularnych św. Augustyna w Kłodzku w hrabstwie kłodzkim. Obecnie dzieło jest prezentowane w berlińskiej Gemäldegalerie.

## Dzieje
Geneza dzieła jest ściśle związana z Arnosztem z Pardubic, który swoją młodość spędził w Kłodzku. Jako dziecko, w tamtejszym kościele farnym, był świadkiem objawienia maryjnego, które było jednym z przyczyn propagowania kultu maryjnego. Jednym z głównych przejawów kultu Matki Bożej była działalność donacyjna, jednym z zachowanych świadectw dobrodziejstwa jest obraz Marii z Dzieciątkiem Jezus określany jako Madonna Kłodzka ze względu na proweniencję dzieła i ścisły związek z miastem w późniejszych dziejach. Ufundowany przez Arnoszta oraz jego braci Smila i Wilhelma klasztor Augustianów został w 1595 roku zamieniony na Kolegium Jezuickie, które funkcjonowało do roku 1618. Wojna trzydziestoletnia nie oszczędziła Kłodzka, które w 1622 było oblegane, zdobyte i zniszczone przez wojska cesarskie. Dawny klasztor Augustianów uległ zniszczeniom, natomiast Madonna Kłodzka trafiła w ręce burgrabiego Johanna Georga Semlinga, przekazano dzieło luterańskiemu szlachcicowi Adrianowi von Eckersdorfowi z Ławicy, który je ukrył w swoim domu w Ząbkowicach Śląskich. W roku 1625 po zakończeniu walk o Kłodzko, które przejęły wojska cesarskie, gotycki obraz stał się ozdobą miejscowej fary. Po dwóch renowacjach w 1811 i 1834 roku obraz znalazł się w Królewskim Gimnazjum Kłodzkim do 1902 roku, kiedy to berlińskie Muzeum Cesarza Fryderyka (Kaiser-Friedrich-Museum) zakupiło obraz. Po ostatniej wojnie obraz przejęła Fundacja Pruskiego Dziedzictwa Kulturowego, był prezentowany w Centrum Muzealnym Berlin-Dahlem na terenie Berlina Zachodniego a po zjednoczeniu Niemiec został przeniesiony do nowo wybudowanej Gemäldegalerie przy Kulturforum, w sąsiedztwie Placu Poczdamskiego.

## Wygląd
Obraz ten przedstawia tronującą Marię z Dzieciątkiem Jezus adorowanych przez arcybiskupa Arnoszta z Pardubic oraz anioły. Zasiadająca na tronie Matka Boża została tu ukazana jako pełna godności i urody młoda niewiasta, który spogląda lekko w bok, w kierunku Dzieciątka. Twarz Marii charakteryzuje się ciemną, oliwkowo-ugrową karnacją, konturowo zaznaczonymi ciemno-brązowymi oczami, czerwonawymi ustami oraz długimi falującymi złocistymi włosami, z mocno zaznaczonymi kosmykami. Na głowie ma biały welon, oraz złotą koronę (zaznaczoną tu czarnym konturem) której złoty kolor wpisuje się w krąg złocistego nimbu. Obręcz korony zdobią imitacje oszlifowanych szmaragdów, rubinów, szafirów i ametystów, ponadto koronę zdobią zestawione naprzemiennie formy liściaste i kwiatowe. Lewą ręką podtrzymuje pozostałe główne insygnia królewskie: globus cruciger oraz berło o ozdobnym, liściastym zwieńczeniu. Maria odziana jest w długą ciemnoniebieską suknię, na którą ma narzucony masywny czerwony płaszcz z czerwonawo-cynobrowym podbiciem. Zarówno suknię i płaszcz zdobią złociste obszycia z dekoracją ornamentalną. Prawą ręką podtrzymuje siedzące na kolanach Dzieciątko Jezus. Jego twarz charakteryzuje się miękkim modelunkiem i dziecięcymi rysami. Ciemnobrązowe, długie, falujące włosy charakteryzują się podobnie jak u Marii linearnie zaznaczonymi kosmykami. Głowę otacza złoty nimb krzyżowy. Kolorystyka karnacji utrzymana jest w podobnych tonacjach co twarz Marii. Odziany jest w sukience o zielonych tonacjach i bardzo bogato zdobionej złocistymi aplikacjami z motywami roślinnymi, pośród których wyłaniają się ptaki, smoki oraz fantastyczne stworzenia. Podobna złocista dekoracja zdobi ciemnobłękitny ornat arcybiskupa Arnoszta z Pardubic, który klęczy u stóp Marii, po Jej prawicy. W stosunku do Marii z Dzieciątkiem, postać arcybiskupa została zminiaturyzowana i wyidealizowana. Ukazany został w pozie i geście modlitewnym, jako młody mężczyzna o delikatnych rysach twarzy i charakterystyczną tonsurą na głowie. Spod ornatu widnieje złocisto czarna dalmatyka bogato ozdobiona stylizowanymi sześcioramiennymi gwiazdami, na ramionach ma nałożony biały paliusz z czarnymi krzyżami. Obok arcybiskupa leżą kolejne insygnia: złocista i kameryzowana infuła, oparty o podest krzyż kardynalski oraz leżący obok pastorał, którego krzywaśń przybiera formę stylizowanego trójliścia.
Postawiony na wysokim kilkustopniowym podeście tron, na którym zasiadają Maria z Dzieciątkiem tworzy swego rodzaju, architektoniczne panneau uzupełniające główny temat obrazu. Ten symbol władzy charakteryzuje się bardzo rozbudowaną strukturą, którą malarz wzbogacił kontrastami materii i koloru. Utrzymany w tonacjach zbliżonych do złota zaplecek zdobią ażurowe aedicule przywołujące ówczesny gotycki kunszt ciesielski. Płaskie, jasnobeżowe siedzisko wsparte jest na ostrołukowych arkadach, wzbogaconych motywem trójliścia. Podstawa oparcia zdobią nałożone na siebie ornamenty o formach geometrycznych. Zamknięte u góry łukiem odcinkowym pole oparcia charakteryzuje się nie tylko wyczuciem drewnianej materii, lecz także szczegółowym odtworzeniem detali desek: słojów, sęków etc. Obwódkę siedziska zdobią małe uwypuklone formy geometryczne imitujące kaboszony. Siedzisko wieńczy wieloboczny baldachim złożony z ostrołukowych arkad (największa przybiera formę oślego grzbietu i wieńczy ją duży kwiaton), ich łuki, podobnie jak sklepienne żebra podzielone są na utrzymane w barwach błękitu, zieleni i czerwieni odcinku. W kluczu sklepienia zielonkawy zwornik z motywem stylizowanej lilii heraldycznej. Wewnątrz baldachimu unosi się anioł koronujący Marię. Baldachim flankują dwie smukłe fiale, ozdobione kwiatonami, czołgankami oraz wimpergami i mniejszymi sterczynami. Po bokach baldachimu dwie aedicule, wewnątrz których odpoczywają dwa lwy. Ścianki boczne tronu przeprute są wspartymi na zielonych filarach półkolistych arkadach w których przyklękuje para aniołów, powyżej aedicule w kształcie prostopadłościanu z otwartymi okienkami, z których wyglądają dwa aniołki. Ponad wydatnym gzymsem siedzą kolejne dwa anioły trzymające obfitą kotarę utrzymaną w czerwonawych tonacjach oraz bardzo bogato zdobioną złocistymi aplikacjami. Pośród geometrycznych i roślinnych ornamentów wyróżniają się sylwetki orłów, smoków, gryfów, ryb, raków etc.
Twarze wszystkich aniołków charakteryzują się poprawnością anatomiczną, łagodnym modelunkiem światłocieniowym, bardzo podobnymi cechami fizjonomicznymi: dużymi ciemnobrązowymi oczami, pełnymi rdzawo-czerwonymi, uśmiechniętymi ustami, ciemne karnacje kontrastują ze złocistymi lokowatymi włosami, których kosmyki cechuje łagodny kontur i głęboki modelunek światłocieniowy. Każdy ma na głowie złoty diadem, pod tym względem malarz wyróżnił anioła koronującego Marię, który ma ciemnobłękitne skrzydła i utrzymaną w tych tonacjach sukienkę przykrytą niemal w całości zielono-złocistym płaszczem obszytym dekoracyjnymi aplikacjami. Każda z par aniołów charakteryzuje się odmiennym, bardzo bogato zdobionym kostiumem. I tak aniołki podtrzymujące czerwoną kotarę mają błękitne skrzydła, odziane są w biało-błękitne szaty z zielonym podszyciem, ze złocistymi aplikacjami w kształcie stylizowanych krzyży, kwiatów i geometrycznymi ornamentami. Po prawicy Aniołki kołyszące kadzielnicami, odziane są w skromniejsze, czerwone szaty z niebieską podszewką. Para aniołków z insygniami królewskimi ma różowate skrzydła, biało-niebieskie szaty z ciemnobłękitną podszewką, ozdobione aplikacjami w kształcie stylizowanych, sześcioramiennych gwiazd.

## Analiza

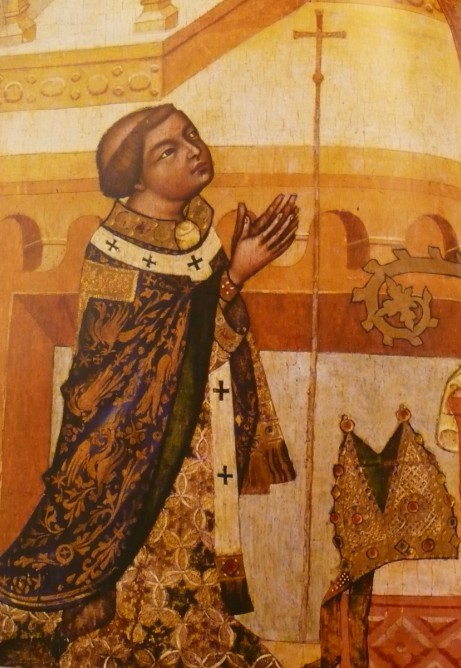
Fragment obrazu z wizerunkiem Arnoszta z Pardubic

Madonna Kłodzka należy do najcenniejszych dzieł czeskiego malarstwa gotyckiego połowy XIV stulecia. Nieznany jest twórca tegoż dzieła, najprawdopodobniej wywodzący się z Pragi, która za panowania króla czeskiego, a od 1353 roku cesarza Karola IV z dynastii Luksemburgów stała się głównym centrum artystycznym Europy Środkowej. Na połowę XIV stulecia przypada w Pradze i Królestwie Czeskim gwałtowny rozwój malarstwa tablicowego, czołowym artystą był Mistrz Ołtarza z Wyższego Brodu, który według części historyków sztuki wpłynął na styl malarza obrazu kłodzkiego. Pewne związki stylistyczne pojawiają się w tzw. Ukrzyżowaniu Kaufmannów. W tym samym okresie w Czechach powstawały liczne wizerunki Madonny z Dzieciątkiem w typie Hodegetrii (m.in. z Veveři, Zbraslava, Strahova, Mostu) świadczące o propagowaniu w Czechach bizantyńskiej tradycji malarstwa ikonowego, która nad Wełtawę dotarła dzięki ożywionym relacjom czeskich Luksemburgów z krajami włoskimi. Badacze dostrzegają w stylu Madonny Kłodzkiej związki z czeskimi Hodegetriami (zwłaszcza Madonna z Veveři) wpływ tradycji bizantyńskiej oraz włoskie precedensy (m.in. Giotto i malarze sieneńscy).
Od strony funkcji dzieło to było podmiotem różnych interpretacji, jako m.in. środkowa część retabulum szafiastego lub obraz o charakterze wotywnym. Pierwotnie obraz łączono z nieznanym tryptykiem, poświadczonym w datowanym na 1664 rok Vita Venerabilis Arnesti pióra jezuity Bohuslava Balbína, gdzie wspomniał o bocznych skrzydłach ołtarza (z wizerunkiem Madonny z Dzieciątkiem pośrodku), na których były ukazane sceny z dzieciństwa Chrystusa: Boże Narodzenie, Obrzezanie oraz Ucieczka do Egiptu i Dwunastoletni Chrystus w świątyni. Źródło to wspomina że ten tryptyk znajdował się w kłodzkim kościele Franciszkanów, który później przejęli Augustianie z czeskich Roudnic. W nowszych publikacjach zakwestionowano nie tylko związek Madonny Kłodzkiej z retabulum opisanym przez Balbina, ale także jako element ołtarza głównego na rzecz innych wersji, m.in. przypuszczano, że dzieło było autonomicznym obrazem o charakterze wotywnym co poświadcza wymowny gest Arnoszta z Pardubic, który intensywnie propagował kult maryjny. Wykształcony na uniwersytecie w Padwie i w Bolonii (prawo i teologia) biskup, a następnie od 1344 roku pierwszy arcybiskup praski, silnie związany z dworem cesarza Karola IV, fundatora nowej świątyni arcybiskupstwa praskiego – katedry Świętego Wita. Wcześniej diecezja praska podlegała arcybiskupstwu mogunckiemu, którego hierarchowie byli jednocześnie prymasami i elektorami Rzeszy. Arnoszt z Pardubic był mocno związany ze śląskim Kłodzkiem, tu spędził swoją młodość, prowadził intensywną działalność fundacyjną wznosząc klasztor Augustianów, gdzie prawdopodobnie miał ofiarować obraz z Madonną, natomiast dla pobliskiego kościoła farnego ufundował figurę Madonny z Dzieciątkiem, a ponadto po śmierci został tam pochowany. Występujące w Madonnie Kłodzkiej i wielu innych czeskich malowidłach wpływy włoskie, mają związek z Arnosztem, który miał z Bolonii do Czech sprowadzić nieznany obraz Madonny z Dzieciątkiem.
Pełna królewskiego splendoru i majestatu Madonna Kłodzka zawiera bogatą symbolike i treści, które obrazują potęgę kultu maryjnego i średniowiecznej pobożności. Bogato rozbudowany tron, jest zarówno aluzją do starotestamentowego Tronu Salomona (co poświadczają ukazane w górnej partii lwy) jak Siedziska Mądrości – ukształtowanej we wcześniejszym średniowieczu tradycji ikonograficznej obrazującej Mądrość Bożą. Oprócz odniesień do Biblii badacze w obrazie kłodzkim dostrzegają wpływy średniowiecznego kultu Marii i związanych z tym hymnów maryjnych m.in. bizantyńskich hymnos akathistos. W pismach nadwornego pisarza Arnoszta z Pardubic, kartuza Konrada von Haimburga, wspomniana jest Maria jako Mater Salomonis, wychwala Salomona i Batszebę jako prefiguracje Chrystusa i Marii. Tenże Konrad gloryfikuje Marię jako Vita activa i Vita contemplativa, a następnie jako Stella Maris i Porta Coeli. Rozbudowana struktura baldachimu tronu przypomina formę wrót, natomiast gwiazdy pojawiają się wielokrotnie na płaszczach aniołów i dalmatyce arcybiskupa. Architektura tronu nawiązuje do Marii jako aula summae maiestatis (komnata najwyższego majestatu), templum Sancti Trinitatis (świątynia Trójcy Świętej), tabernacula Christi (namiot/tabernakulum Chrystusa), zaś materiał tronu ma odniesienie do drzewa cedrowego. Dopełnieniem pochwały Marii są ostentacyjnie ukazane na obrazie insygnia królewskie, stąd Maria została ukazana jako Regina Coeli i Domina Mundi.